# Gura Vedei - Șaica - Slobozia
Gura Vedei - Șaica - Slobozia este un sit de importanță comunitară (SCI) desemnat în scopul protejării biodiversității și menținerii într-o stare de conservare favorabilă a florei spontane și faunei sălbatice, precum și a habitatelor naturale de interes comunitar aflate în arealul zonei protejate. Acesta este situat în sudul României, pe teritoriile administrative ale județelor Călărași, Giurgiu și Teleorman și se întinde pe o suprafață de 10.137,8 ha, integral pe uscat.

## Localizare
Aria naturală se află în extremitatea sudică a județului Călărași (Chirnogi), cea sud-vestică a județului Giurgiu (Găujani, Giurgiu, Gostinu, Malu, Oinacu, Prundu, Slobozia, Vedea) și cea sud-estică a județului Teleorman (Bragadiru, Bujoru, Frumoasa, Năsturelu, Pietroșani). Situl se întinde în Lunca Dunării, în imediata apropiere de drumul național DN5C, care leagă municipiul  Giurgiu de orașul Zimnicea. Centrul acestuia este situat la coordonatele 43°45′26″N 25°49′16″E / 43.757175°N 25.821092°E.

## Înființare
Zona a fost declarată sit de importanță comunitară (ROCIC0088)  prin Ordinul Ministerului Mediului și Dezvoltării Durabile Nr.1964 din 13 decembrie 2007 (privind instituirea regimului de arie naturală protejată a siturilor de importanță comunitară, ca parte integrantă a rețelei ecologice europene Natura 2000 în România). Acesta a fost declarat sit Natura 2000 pentru a proteja 21 de specii de animale.

## Biodiversitate
Aria protejată (încadrată în bioregiune geografică continentală) reprezintă o zonă naturală (râuri, plaje cu nisip, lacuri, mlaștini, turbării, pajiști, terenuri arabile, păduri de foioase) cu rol de protecție și conservare a două tipuri de habitate de interes comunitar: Păduri mixte riverane de Quercus robur, Ulmus laevis și Ulmus minor, Fraxinus excelsior sau Fraxinus angustifolia, de-a lungul marilor râuri (Ulmenion minoris) și Galerii de Salix alba și de Populus alba.
La baza desemnării sitului se află mai multe specii protejate:
- amfibieni (1): buhai de baltă cu burta roșie (Bombina bombina)
- mamifere (7): vidră de râu (Lutra lutra), liliac cu aripi lungi (Miniopterus schreibersii), liliac cărămiziu (Myotis emarginatus), liliac comun (Myotis myotis), liliacul mic cu potcoavă (Rhinolophus hipposideros), liliacul cu potcoavă a lui méhely (Rhinolophus mehelyi), popândău (Spermophilus citellus)
- nevertebrate (1): Unio crassus
- pești (11): scrumbie de dunăre (Alosa immaculata), avat (Aspius aspius), Cobitis taenia Complex, Gymnocephalus baloni, răspăr (Gymnocephalus schraetzer), țipar (Misgurnus fossilis), boarță (Rhodeus amarus), porcușor de șes (Romanogobio vladykovi), dunăriță (Sabanejewia bulgarica), fusar (Zingel streber), pietrar (Zingel zingel)
- reptile (1): țestoasa de baltă (Emys orbicularis)

## Căi de acces
- Drumul național DN51 pe ruta: Alexandria - Poroschia - Țigănești - Brânceni - Smârdioasa - Izvoarele - Zimnicea.
- Drumul național DN41 pe ruta: Oltenița - Chirnogi - Căscioarele - Greaca.

## Monumente și atracții turistice
În vecinătatea sitului se află numeroase obiective de interes istoric, cultural și turistic; astfel:

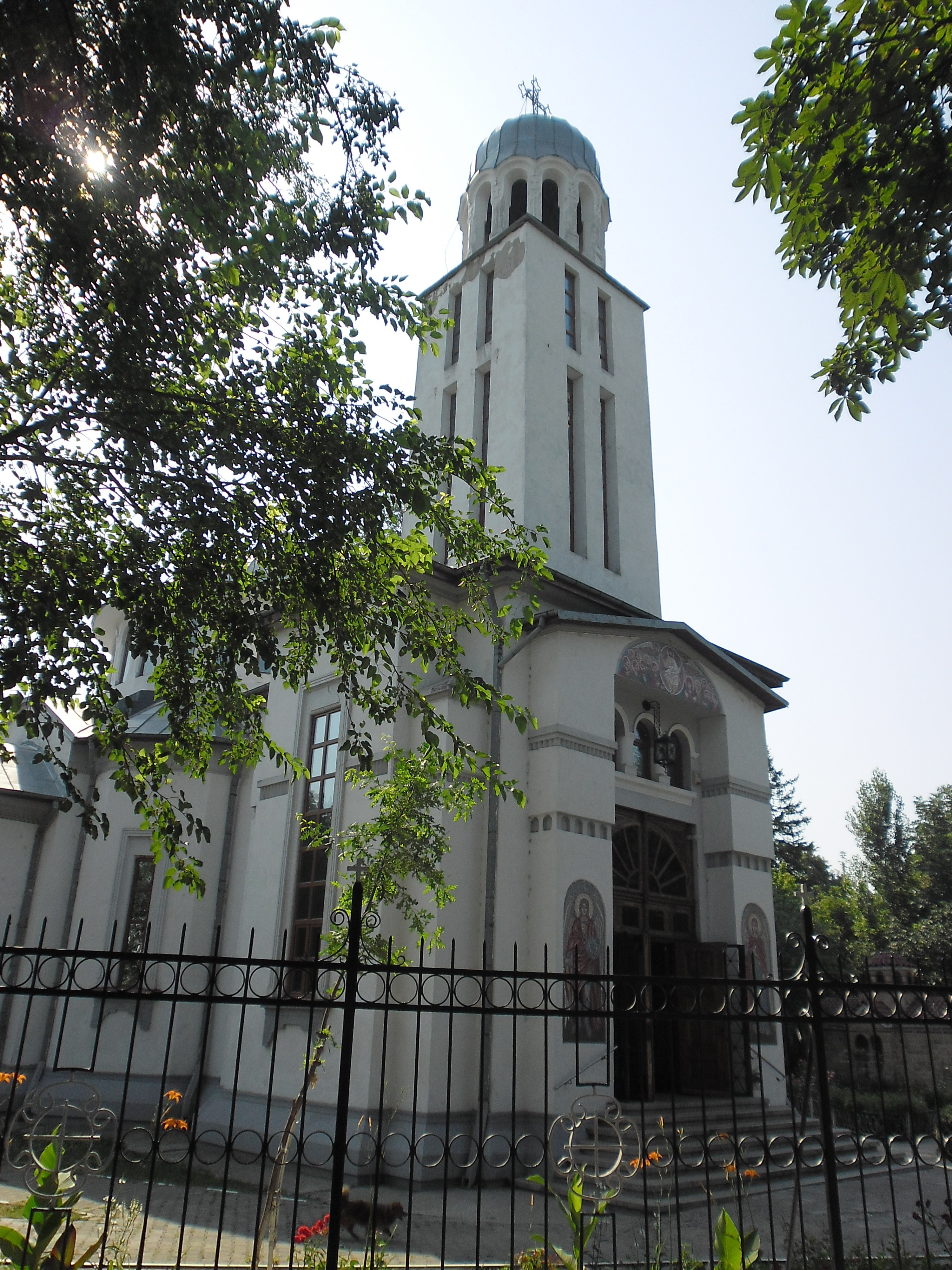
Biserica "Înălțarea Domnului" din Giurgiu

- Biserica "Sf. Treime" - Smârda din Giurgiu, construcție 1852, monument istoric.
- Biserica "Sf. Nicolae" din Giurgiu, construcție 1830, monument istoric.
- Biserica romano-catolică din Giurgiu, construcție 1885, monument istoric.
- Catedrala episcopală "Adormirea Maicii Domnului" din Giurgiu, construcție 1852, monument istoric.
- Biserica "Înălțarea Domnului" din Giurgiu, construcție 1939, monument istoric.
- Ruinele bisericii "Sf. Treime", construcție 1812-1819, monument istoric.
- Biserica "Adormirea Maicii Domnului" din Găușani, construcție 1856, monument istoric.
- Biserica "Sf. 40 de Mucenici" din satul Greaca, construcție 1907, monument istoric.
- Turnul cu ceas (Giurgiu), construcție 1771, monument istoric.
- Siturile arheologice "Locul Popilor" și "Reca Mare" de la Pietroșani (sec. I a. Chr. - sec. II p. Chr., Latène, geto- dacică, sec. II - IX, Epoca romană, Epoca Fierului, Cultura Babadag).
- Situl arheologic de la Cetățuia (sec. X -XI, Epoca medievală timpurie, sec. III -IV, Epoca daco-romană).
- Situl arheologic de la Vedea (Epoca medievală timpurie, Cultura Dridu, sec. IV p. Chr.).